# Новый Путь (Червенский район)
Новый Путь (бел. Новы Пуць) — деревня в Червенском районе Минской области Беларуси. Входит в состав Рованичского сельсовета. Иногда рассматривается как часть деревни Володута.

## Географическое положение
Расположена в 24 километрах к северо-востоку от Червеня, в 70 км от Минска.

## Административный статус и границы деревни
На карте Червенского района РУП «Белкартография» 2005 года населённый пункт Новый Путь не отмечен и рассматривается как часть ближайшей деревни Володута, какие-либо дорожные указатели с названием Новый Путь по состоянию на 2014 год отсутствуют. В то же время, в документах Рованичского сельисполкома деервня Новый Путь числится как самостоятельный населённый пункт. Некоторые местные жители считают Новый Путь частью Володуты, тогда как другие называют этим топонимом только южную часть современного Нового Пути, а северную часть, расположенную примерно в 230 метрах от южной, называют Восход (ранее Восход был самостоятельным посёлком, в 1966 году он был включён в состав Володуты, но в настоящее время числится частью Нового Пути).

## История
В 1921 году на землях бывшего имения Бояры-Володута был организован совхоз имени Червякова. 20 августа 1924 года населённый пункт вошёл в состав вновь образованного Рованичского сельсовета Червенского района Минского округа (с 20 февраля 1938 — Минской области). Согласно переписи населения СССР 1926 года совхоз имел название Бояры-Володута. В это время и последующие годы Володута была разделена на несколько отдельных населённых пунктов, располагавшихся на определённом расстоянии друг от друга: центральная часть называлась Новый Путь (ныне южная часть Нового Пути), расположенная к юго-западу от неё — Красное Знамя (ныне улица Садовая деревни Володута; возможно, местные называют его Соломянка), к юго-востоку — Подгорье (к настоящему времени посёлок исчез), к северу от Нового Пути располагался населённый пункт Восход (ныне северная часть Нового Пути), к северо-западу от Восхода располагался посёлок Красная Заря (возможно, в народе назывался Западня), к северо-востоку — населённый пункт Песчанка (ныне исчезнувшие). В 1929 году в Новом Пути был организован колхоз «Новая Жизнь», куда входили 28 крестьянских дворов. Во время Великой Отечественной войны деревня была оккупирована немецко-фашистскими захватчиками в начале июля 1941 года. В лесах в районе деревни развернули активную деятельность партизаны бригад «Разгром» и имени Щорса. В один из дней фашисты согнали всех жителей деревни и соседних Восхода и Соломянки в амбар и хотели сжечь заживо, однако карательная акция не была осуществлена: ни один из сельчан не погиб, не было сожжено ни одного дома. В скорости после попытки уничтожить деревню фашисты забрали её жителей в концлагерь в Забашевичи, после чего наиболее крепких мужчин и женщин отправили на работы в Германию. Освобождена в начале июля 1944 года. В похозяйственных книгах топоним Новый Путь встречается с 1950-х годов, до этого упоминается только урочище Восход (северная часть современного Нового Пути). Среди жителей Восхода и Нового Пути были переселенцы из-под Полоцка. На 1960 год посёлок, где было 83 жителя. В 1966 году деревни Восход и Красная Заря были объединены с Володутой. В 1980-е годы Новый Путь входил в состав совхоза «Домовицкий», здесь работали полеводческое хозяйство, свиноферма. На 1997 год в деревне было 17 домов и 21 житель. На 2013 год 6 круглогодично жилых домов, 8 постоянных жителей. Ранее в деревне работал магазин (к 2014 году закрыт).

## Население
- 1960 — 83 жителя
- 1997 — 17 дворов, 21 житель
- 2013 — 6 дворов, 8 жителей